# Esther Passaris
Esther Muthoni Passaris; née le 20 octobre 1964, est une femme d'affaires, une entrepreneuse sociale et une femme politique kényane. Membre du parti du Congrès National, elle participe aux élections générales de 2017 pour être élue membre du parlement, ainsi que pour le poste de gouverneur du comté de Nairobi. Elle est confrontée durant cette élection à des remarques sexistes, de la part d'un adversaire masculin lors d'une émission de télévision.
Elle est considérée comme l'une des femmes les plus connues de son pays, dans les affaires et la politique,.

## Biographie
Elle est née dans la ville côtière de Mombasa d'un père  grec, et d'une mère kényanne Kikuyu. Elle a repris des études e, management et gestion, un programme qui s'est finalisé en décembre 2006 entre l'université Strathmore et l'université de Navarre. Elle a précédemment acquis un diplôme en droit à l'université de Londres.
Elle est finaliste au concours de Miss Kenya tout en militant pour les droits de la femme au Kenya. Elle a deux enfants avec un homme d'affaires Pie Ngugi. En 2003, elle dépose une poursuite contre Ngugi pour des réparations financières à la suite d'une rupture de promesse de mariage, et pour la garde de ses enfants,.
Elle devient directrice des ventes d'un hôtel. Puis elle déménage à Nairobi, devient femme d'affaires et fonde une entreprise produisant des produits de commercialisation pour Coca Cola, qui est un succès financier, avant de créer Adopt-a-Light. Par cet organisme, elle signe un accord avec la ville de Nairobi pour restaurer l'éclairage des rues, y compris des bidonvilles, en échange de droits publicitaires sur des pôles lumineux,. Elle est aussi le PDG et la fondatrice d'un organisme à but non lucratif qui vise à lutter contre les problèmes au Kenya, comme la pauvreté et le chômage, et promouvoir le développement urbain et rural.
Elle s'engage durant les années 2010 dans la vie politique. Elle se présente aux élections du Nairobi au cours de l'élection générale de 2013, et est également candidate pour le poste de maire de Nairobi. Elle est actuellement membre du parti du Congrès National kényan. Le Kenya a sa cinquième élection générale en août 2017, dans laquelle dans laquelle elle se présente à nouveau pour être membre du parlement et gouverneur de Nairobi. Sur la chaîne KTN, le 16 novembre 2016, elle affronte un de ses adversaires politiques, l’avocat Miguna Miguna. L'échange dérape à la suite des remarques sexistes de Miguna qui la traite de « Bimbo mondaine cherchant la renommée juste pour trouver des milliardaires pouvant prendre soin d’elle ». Lors d'une pause dans l'émission, hors antenne, son adversaire continue à lancer d'autres remarques : « Esther est tellement belle : tout le monde veut la violer ! ». La scène, filmée par une personne présente sur un téléphone portable, est diffusée sur les réseaux sociaux, et fait scandale.
Sa fille aînée, Makenna Ngugi, est une chanteuse.

## Récompenses
- 2009 :  Prix de l'Entreprise par l'ONU-Habitat[14]
- 2008 : Order of Grand Warrior (OGW) par l'ancien Président du Kenya, remis par le président Mwai Kibaki.